# Eric Eichmann
Eric Eichmann (ur. 7 maja 1965 w Margate, w stanie Floryda) – piłkarz amerykański grający na pozycji napastnika.

## Kariera klubowa
Eichmann ukończył St. Thomas Aquinas High School na Florydzie i grał w lokalnej drużynie piłkarskiej, Key Biscayne Gunners. Następnie w latach 1983–1987 uczęszczał na Clemson University i był członkiem tamtejszego zespołu Clemson Tigers. W 1984 roku wygrał z nim mistrzostwo NCAA. W czasie pobytu na uniwersytecie grał w amatorskim zespole Atlanta Datagraphic.
Po ukończeniu uniwersytetu Eichmann został zawodnikiem amatorskich rezerw Werderu Brema i przez sezon grał w Regionallidze. W 1988 roku przeszedł do Fort Lauderdale Strikers z American Professional Soccer League (APSL). Tam grał przez 4 lata i wywalczył w 1989 roku mistrzostwo ligi. W 1992 roku zaczął grać w piłkę nożną halową. Najpierw był zawodnikiem Wichity Wings z National Professional Soccer League (NPSL), a następnie po roku odszedł do Washington Warthogs z Continental Indoor Soccer League (CISL). W latach 1994–1995 grał w St. Louis Ambush z ligi NPSL.
W 1996 roku Eichmann podpisał kontrakt z nowo powstałą ligą Major League Soccer i został wybrany w drafcie z numerem 36 przez drużynę Kansas City Wizards. Grał tam przez jeden sezon i pod koniec roku zakończył karierę piłkarską.

## Kariera reprezentacyjna
W reprezentacji Stanów Zjednoczonych Eichmann zadebiutował 5 lutego 1986 w zremisowanym 0:0 towarzyskim meczu z Kanadą. W 1988 roku wystąpił z kadrą olimpijską na Igrzyskach Olimpijskich w Seulu. W 1990 roku został powołany przez selekcjonera Boba Ganslera do kadry na Mistrzostwa Świata we Włoszech. Tam był rezerwowym i nie rozegrał żadnego spotkania. Od 1986 do 1993 roku rozegrał w kadrze narodowej 29 meczów i zdobył 4 gole.
W 1989 roku Eichmann wystąpił ze Stanami Zjednoczonymi na Mistrzostwach Świata w Futsalu w Rotterdamie, a w 1992 roku na Mistrzostwach Świata w Hongkongu. Łącznie rozegrał w niej 17 meczów i strzelił 7 goli.